# Boarmia cebra
Boarmia cebra är en fjärilsart som beskrevs av Paul Dognin 1895. Boarmia cebra ingår i släktet Boarmia och familjen mätare. Inga underarter finns listade i Catalogue of Life.